# Aérospatiale SA341 Gazelle

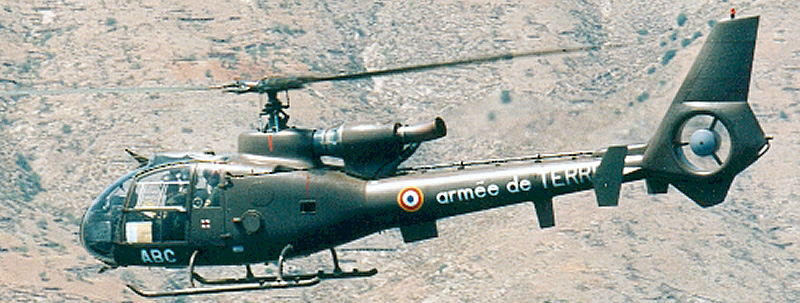
Gazelle SA 341F2.

El Gazelle (‘gacela’ en francés) es un helicóptero ligero polivalente de estructura metálica concebido en la segunda mitad de los años 1960 por Sud Aviation y producido en serie a principio de los años de 1970 por la Société Nationale Industrielle Aérospatiale (SNIAS o Aérospatiale) en colaboración con Westland Helicopters (Reino Unido). Dio origen a dos versiones comerciales principales (nomenclaturas SA341 y SA342). Aunque la mayor parte de su producción fue destinada a ejércitos nacionales (Francia, Ecuador, Marruecos, Reino Unido, Yugoslavia, Egipto, Kuwait, Irak etc.) ya que esa era su misión principal, también gozó de cierto éxito en el ámbito civil. A pesar de su antigüedad, esta aeronave sigue constituyendo la principal fuerza de helicópteros de combate de muchos países.

## Características tecnológicas
Este aparato, concebido para reemplazar a los Alouette II, integra muchos avances tecnológicos siendo el primero en utilizar un Fenestron en lugar del rotor antipar tradicional. Fue el primer helicóptero habilitado en vuelo mono-piloto en Cat I (condiciones meteorológicas) en 1975 en su versión SA 341G. Por otra parte, la célula está construida con estructura en "sándwich" compuesta de carbono alveolado en forma de panal entre dos placas de aleación ligera. El rotor principal está equipado por tres palas principales "flexibles", proporcionando a los pasajeros comodidad frente a las vibraciones. Además, el tren de aterrizaje no está equipado de amortiguadores, lo que suprime el riesgo de entrar en resonancia; este fenómeno volvía incontrolables ciertos helicópteros derribándolos. Finalmente, el Gazelle aporta una gran ventaja en mantenimiento avanzado (operaciones simples de mantenimiento efectuadas por los mecánicos antes o después del vuelo), lo que permite grandes reducciones en el tiempo de inmovilización (El mantenimiento de un Alouette II o III al regreso de una misión toma una hora, contra 30 minutos para un Gazelle), de costos de mantenimiento y un aumento en la fiabilidad.

## Componentes
Francia

### Propulsión
| Sistema | País               | Fabricante | Notas       |
| ------- | ------------------ | ---------- | ----------- |
| Motor   | Bandera de Francia | Turbomeca  | 1 × Astazou |

## Especificaciones (SA 341)
Referencia datos: Airplane Magazine Vol 1 n.º 6

### Características generales
- Tripulación: 2
- Capacidad: 3 pasajeros
- Longitud: 11,97 m
- Diámetro rotor principal: 10,5 m
- Altura: 3,15 m
- Área circular: 86,5 m²
- Peso vacío: 908 kg
- Peso cargado: 1.800 kg
- Planta motriz: 1× turboeje Turbomeca Astazou IIIA.
  - Potencia:
- Hélices: Rotor principal de tres palas y rotor de cola tipo Fenestron

### Rendimiento
- Velocidad máxima operativa (Vno): 310 km/h (193 MPH; 167 kt)
- Velocidad crucero (Vc): 264 km/h (164 MPH; 143 kt)
- Alcance: 670 km (362 nmi; 416 mi)
- Techo de vuelo: 5000 m (16 404 ft)
- Régimen de ascenso: 9 m/s (1772 ft/min)

## Cultura popular
- Este helicóptero dio vida al famoso Blue Thunder, tanto en la película, como en la serie, aunque debido al aumento de peso del aparato (tuvieron que modificarlo para darle un aspecto más amenazador) se hizo más lento y algunas tomas debieron ser realizadas con helicópteros de radiocontrol.
- El Gazelle hace aparición en el videojuego War Thunder, como helicóptero investigable.

## Galería

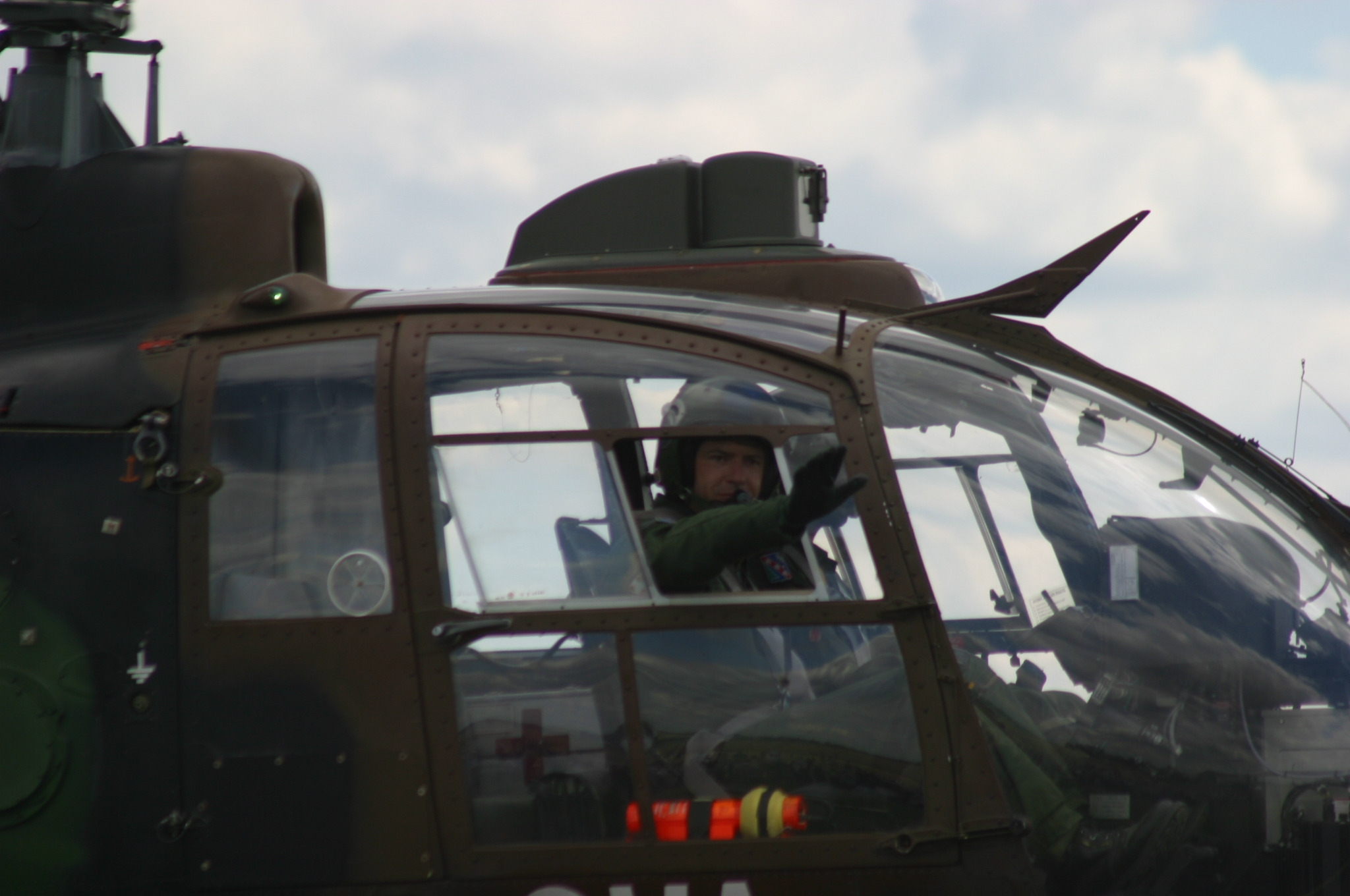
Detalle del cortacable superior.
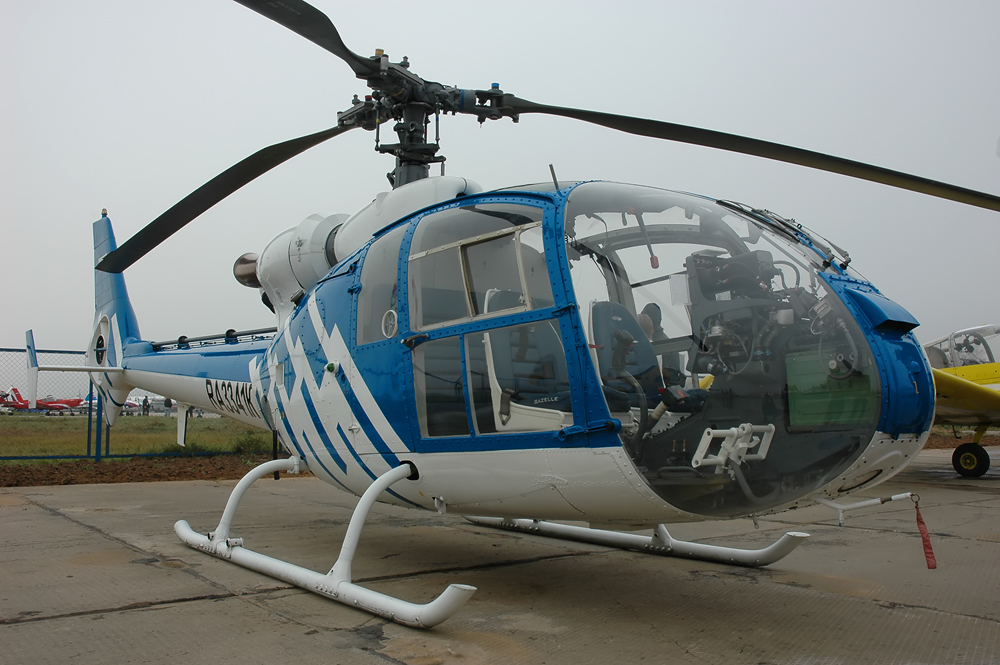
SA-341G Gazelle
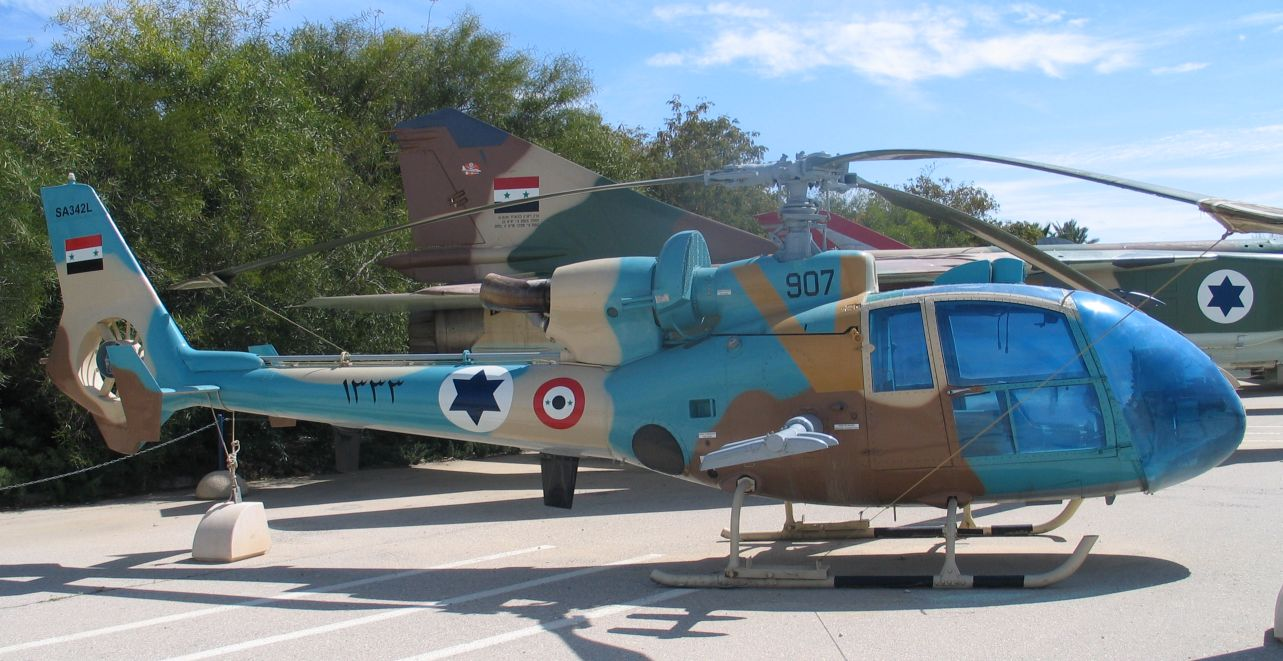
SA-341L capturado por los israelíes, equipado con filtros de arena en las tomas de aire de las turbinas.
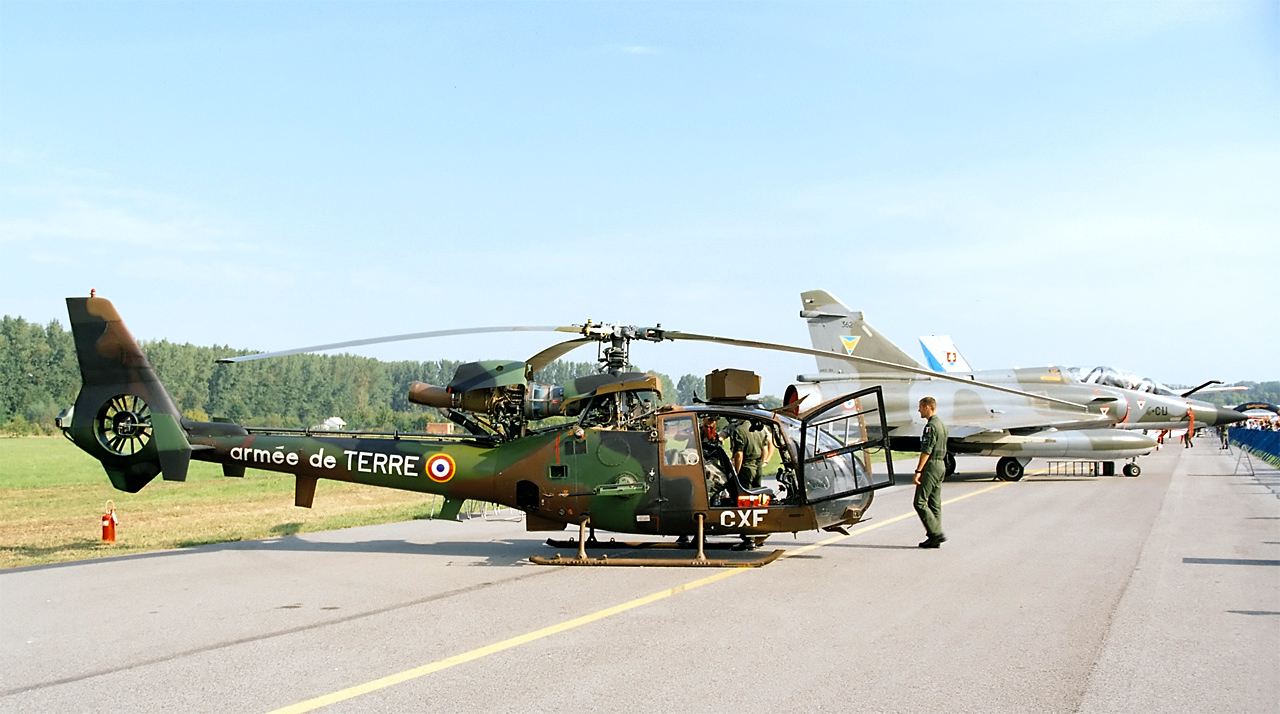
Muestra estática de un Aerospatiale Gazelle del Armee de Terre (Ejército Francés), AirShow de Radom en 2005, Polonia.

### Desarrollos relacionados
- Aérospatiale Alouette III